# M1-es metróvonal (Budapest)
Az M1-es metróvonal (Millenniumi Földalatti Vasút, a népnyelvben: Kisföldalatti) Budapest első metróvonala, amely a Vörösmarty tér és a Mexikói út állomások között közlekedik, nagyrészt az Andrássy út alatt halad. 1896-os megnyitásával ez volt a kontinentális Európa első földalatti vasútvonala.
A 19. század utolsó évtizedei Budapest fejlődésének történelmi léptékben is meghatározó időszakát jelentik. A városfejlesztés egyik kiemelkedő alkotása az Andrássy úti tengely kialakítása volt. Az 1870 nyarán megalakult Közmunkatanács első városrendezési elgondolásában a sugárút mint adottság már szerepel és még abban az évben meghatározták a pontos vonalvezetését, három szakaszra történő felosztását. Elkészült a vonatkozó rendezési terv és a költségvetés, majd az Országgyűlés 1870 decemberében jóváhagyta a megvalósítást. A Közmunkatanács kezdettől fogva ellenezte felszíni kötöttpályás tömegközlekedés létesítését a sugárúton. Balázs Mór javaslata nyomán egyre inkább egy földalatti vasút létesítésnek gondolata foglalkoztatta a Közmunkatanácsot. A földalatti vasútra kidolgozott koncepcióra a Siemens és Halske cég 1894-ben készített tervet, melyet a Közmunkatanács elfogadott azzal a feltétellel, hogy az építés csak akkor kezdhető meg, ha 1896-ra, a millenniumi ünnepségekre elkészül.
A földalatti vasútépítés gondolata és megvalósítása egyidős a londoni metró születésével. 1860-ban kezdtek hozzá az építéséhez és 1863-ban helyezték üzembe az első földalatti vasutat, azonban ez még gőzvontatású volt. A budapesti Millenniumi Földalatti Vasút a kontinentális Európa első földalatti vasútjaként 1896. május 2-án került a nagyközönség használatába, és nagyobb fennakadások nélkül szolgál ma is. 1973-ig a vonal hossza 3700 méter volt, 9 földalatti és 2 felszíni megállóval. A szerelvények 2 perces időközzel közlekedtek, a legnagyobb mért napi utasszám 34 526 fő volt. A II. világháború végéig a további fejlődés nem folytatódott. Az akkori szokások szerint a földalatti vasút bal oldali közlekedésű volt.
1973-ban a vonalat meghosszabbították a Mexikói útig, és a teljes szakasz a felszín alá került. Ekkor tért át jobb oldali közlekedésűre, valamint korszerűsítették a biztosítóberendezést önműködő leállító készülékkel és a két végállomáson központi forgalomirányitó rendszer is kiépült. 1995-ben felújították: az állomásokat az eredeti korhű burkolatokkal látták el, és új pályát építettek vasalt betonágyra, a korábbi zúzottkő ágyazat helyett.[forrás?]
A millenniumi földalatti az Andrássy úttal együtt 2002-ben a világörökség része lett.

## Története

### Kezdet
A Terézváros fő útvonalát, a Sugárutat 1884-re faburkolattal látták el. A Városliget felé rendszeres omnibusz járt, de az akkori ütőéren, a Király utcán közlekedő villamossal együtt is kevésnek bizonyult, a járatok túlzsúfoltak voltak. Tekintettel a közelgő millenniumi kiállításra is – melyet a Városligetbe terveztek – a sugárúti közúti vasútra egyre égetőbb szükség volt.
A Budapesti Villamos Városi Vasút (BVVV) vezérigazgatója Balázs Mór londoni tapasztalatai alapján foglalkozott egy pesti, felszín alatti vasút gondolatával. Legnagyobb riválisával, a Budapesti Közúti Vaspálya Társasággal (BKVT) együtt pályáztak az Andrássy (Sugár) úton építendő felszíni vasútra, melyet a hatóságok – a korábbi véleményüknek megfelelően – elutasítottak: „az Andrássy úton nem építhető közúti vasút”. A két cég azonban előzőleg megállapodást kötött: amennyiben a felszíni terveket elutasítják (melyre joggal számíthattak), földalatti vasút építését kezdeményezik. A terveket a Siemens és Halske cég készítette. A fennmaradt látványtervek szerint a városligeti fürdőtől a Vigadóig egyajtós, de háromosztagú szerelvények közlekedtek volna; a középső utastér bal oldalán külön fülkét szántak a dohányos uraknak, jobb oldalán pedig a hölgyeknek. Az ajtók önműködően, a vezető által irányítva nyíltak-zártak volna, és automatákból árusították volna a jegyeket.
Az engedélyt megkapták, sőt 90 éves engedélyidőt, 15 éves adókedvezményt és 5 évre menetjegyek utáni illetékbélyeg-átalányt kaptak. Cserébe viszont az Ezredévi Kiállítás megnyitásáig el kellett készülnie a vasútnak. Az engedély megadásától 21 hónap volt hátra a kiállítás megnyitójáig.

### Az építés

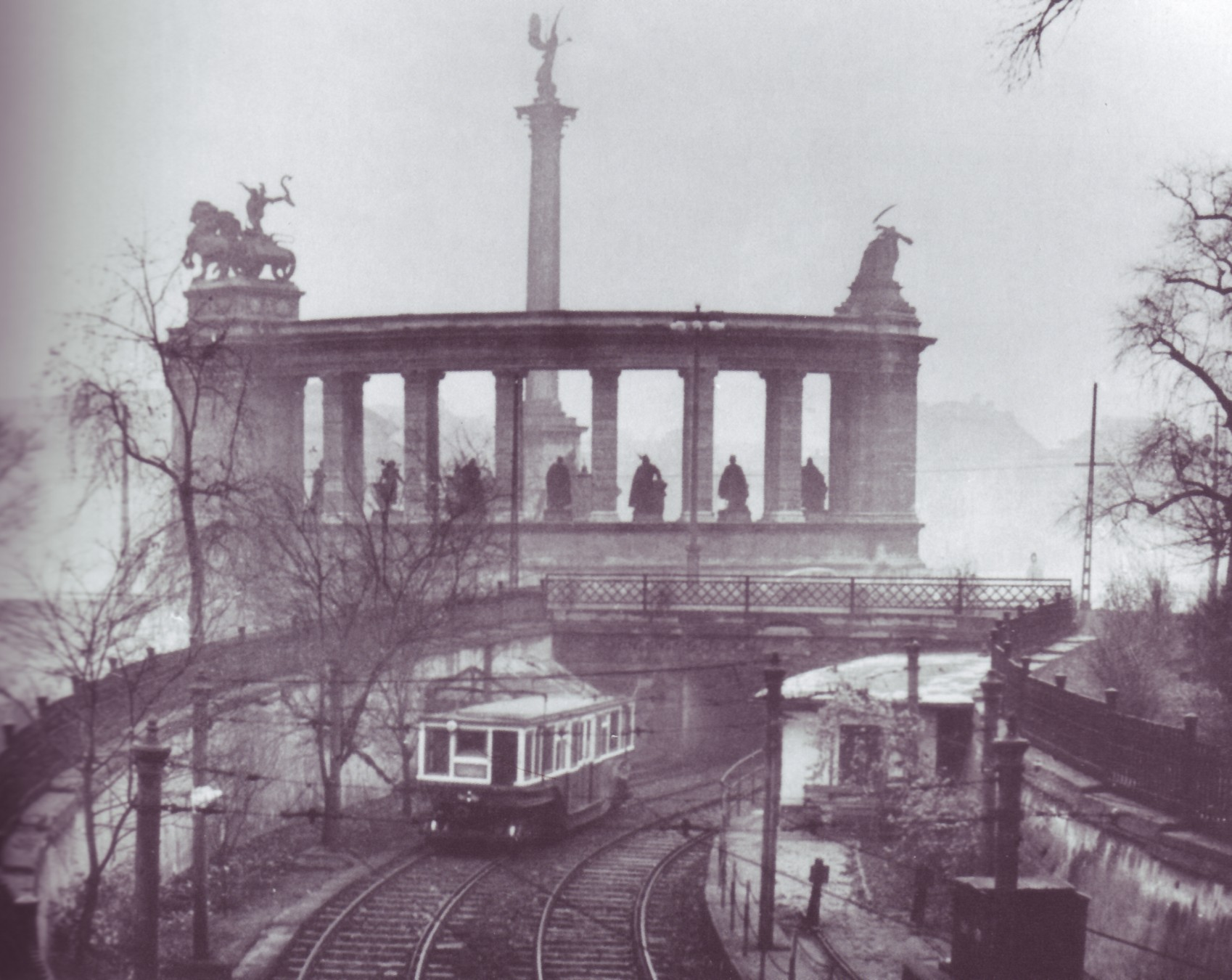
A Millenniumi Földalatti vasút felszíni szakasza a Hősök terénél

Az építkezés elkezdődött, a 6 méter széles és 3225,56 méter hosszú alagutat két irányból kezdték el ásni. A nagykörúti főgyűjtővezeték határozta meg a maximális mélységet, így az alagút belmagassága 2,65 méter lett. Az alapot és az oldalfalakat betonból építették. A vasút kivitelezését a tervezőre, a Siemens és Halske cégre, a föld-, beton- és szerelési munkálatokat Wünsch Róbert budapesti vállalkozóra bízták. Az építésvezető Vojtek Ödön volt. Az állomásokat burkoló barna és fehér csempéket a Zsolnay gyár készítette, a lejárók fölé díszes csarnokokat emeltek.

### Az átadás és az azt követő időszak

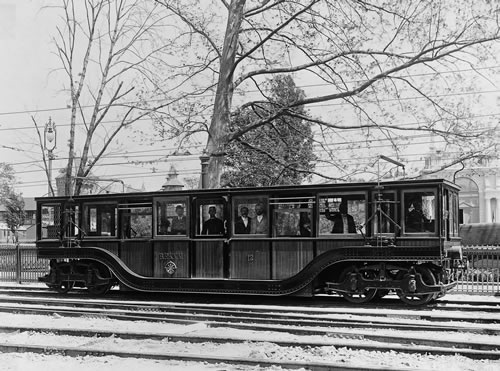
Az egyik első (Siemens/Schlick) barna motorkocsi

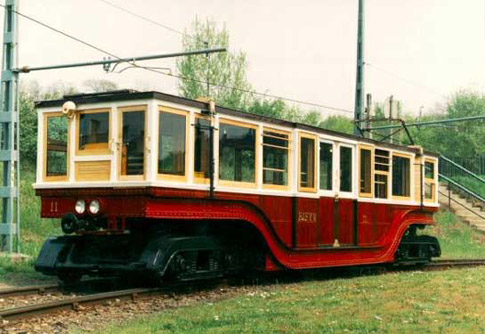
Nosztalgia szerelvény a Millenniumi Földalatti Vasút vonalán

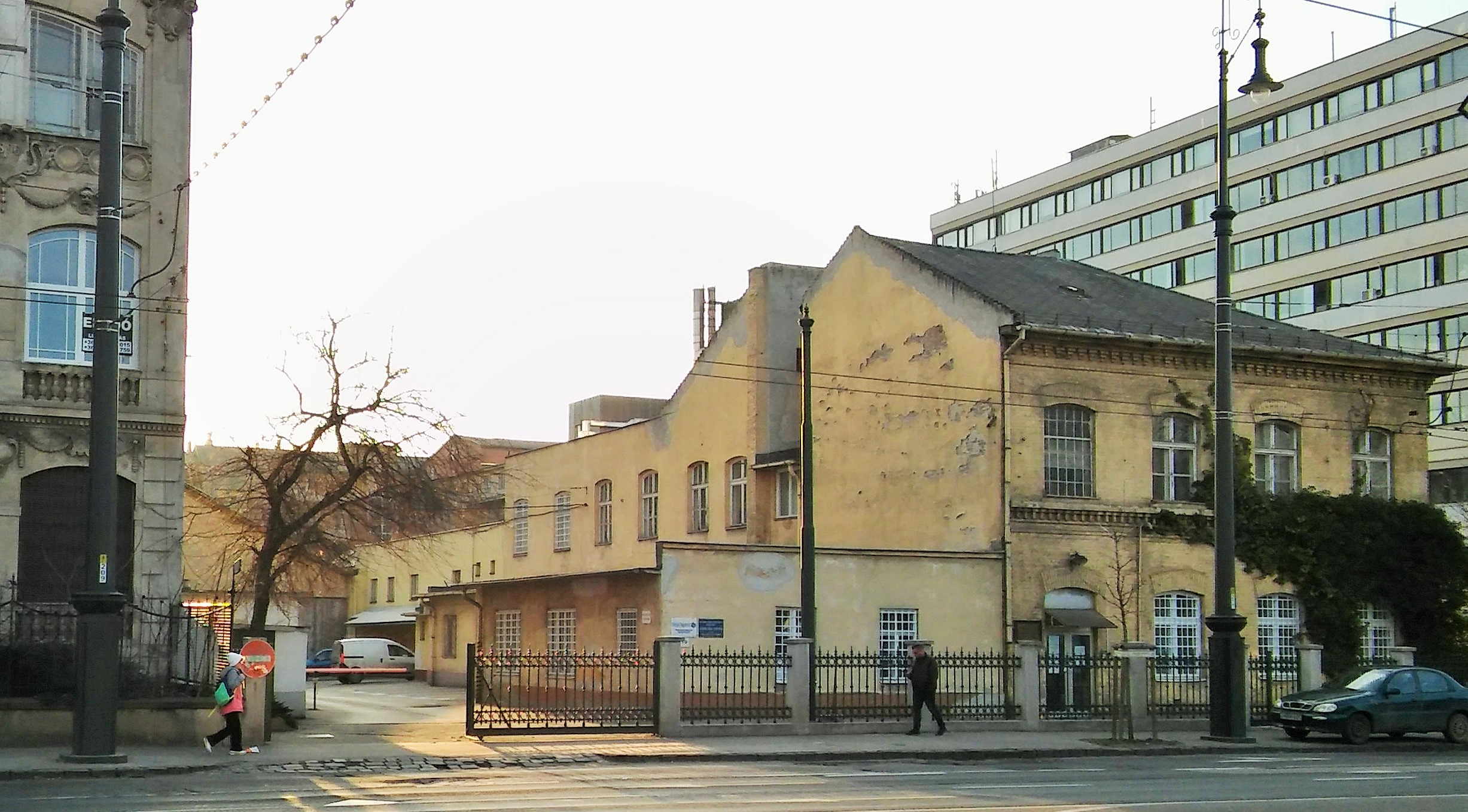
A régi, Aréna úti kocsiszín

1896. április 11-én a műszaki átvétel nem sikerült, de a problémák orvoslása után 1896. május 2-án, délután Ferenc József nyitotta meg Európa – rekordidő alatt épült – első elektromos üzemű földalatti vasútját (a londoni eredetileg gőzhajtású volt). A vonal megnyitásakor a műszaki színvonalat tekintve az egész vasút, benne a járműpark messze megelőzte korát. A forgalmat forgóvázas motorkocsik bonyolították le, az áramellátást gőzgéppel hajtott áramfejlesztő biztosította. A jelző berendezés 1973-ig működött eredeti állapotában (az 1930 körüli korszerűsítéskor módosult a jelfogók működése). Reggel 6 és este 23 óra között 4 percenként követték egymást a szerelvények. Ferenc József 1896. május 8-án utazott a földalatti vasúton, melynek emlékére az üzemeltető cég felvehette a Ferenc József Földalatti Villamos Vasút Rt. nevet. A vonalat az akkori közlekedési szabályok szerinti „balra tarts” elrendezéssel építették ki (ezért voltak a lejáratok sokáig „fordítva”). Az eredeti állomások:
- Gizella tér (ma Vörösmarty tér)
- Deák Ferenc tér
- Váczi körút (ma Bajcsy-Zsilinszky út)
- Opera
- Oktogon
- Vörösmarty utca
- Körönd (ma Kodály körönd)
- Bajza utca
- Aréna út (ma Hősök tere)
- Állatkert (felszíni állomás, megszűnt)
- Artézi fürdő (felszíni állomás, ma Széchenyi fürdő)
- Mexikói út

A földalatti eredeti végállomása a 463,20 méter hosszú felszíni szakasz végén, a Széchenyi fürdőnél volt. A vonal a Városliget Hősök tere és Szépművészeti Múzeum melletti zöldövezetében, az Állatkerti körút sétányai mellett lépett ki a felszínre, majd az Állatkerti körút vonalát követve haladt tovább a Széchenyi fürdő irányába. Az alagút kijáratától nem messze egy alacsony gyalogoshíd épült átjárás céljából, amely alatt a hajdani földalatti áthaladt, miután a pályát biztonsági okokból korláttal kerítették el. Ez Magyarország első vasbeton hídja: Brüggerman György tervezte és Wünsch Róbert szabadalmaztatott eljárása szerint épült fel. A híd íveinek támköze 10,6 méter, szélessége 2,6 méter, a közlekedésre felhasználható szélessége 2 méter. Ez a híd technikatörténeti emlék volta miatt a mai napig is áll, de a jelenlegi talajszinthez képest mintegy 1 méterrel lejjebb helyezkedett el az egykori vasúti pálya alatta. A fővonalról ezután egy csatlakozó vágány is leágazott az Állatkerti út (a mai Gundel Károly út) felé, mely az Aréna úti (ma Dózsa György út) kocsiszínbe vezetett (ma a MÁV kórház található itt), a járművek az Állatkerti kihúzóvágány és a kocsiszín között 1952. augusztus 30-ig alsóvezetékről, ezt követően pedig Mukik vontatásával közlekedtek az Állatkerti úton át. A fővonal ezután ért az Állatkert állomáshoz, ami nagyjából az Állatkert főbejáratával szemben helyezkedett el. A két peront itt is egy gyalogoshíd kötötte össze. A vonal ezután egy éles jobbkanyarral a Széchenyi fürdő mellé kanyarodott, ahol az Artézi fürdő nevű fejvégállomás volt, melyet esőtető egészített ki. Mára a vasbeton gyalogoshidat leszámítva minden infrastruktúra eltűnt, amelyek a Millenniumi Földalatti Vasút felszíni szakaszára emlékeztetnének, miután 1973-ban megtörtént a vonal felszín alatti meghosszabbítása (lásd lentebb), az egykori felszíni vonal és megállói helyén napjainkban sétautak és elárusító pavilonok találhatóak.
1923-ban az addigra már elég leromlott állapotú Földalattit a konkurens villamostársaságok összevonásával megalapult Budapest Székesfővárosi Közlekedési Rt. (BSzKRt) vette át üzemeltetésre és kezdte el a felújítását. 1924 és 1930 között kicserélték a balesetveszélyes síneket. A járműfelújítás eredményeképpen 1934-ben átállhatott a Földalatti is a felszíni villamosok 550 voltos üzemi feszültségére (korábban a vasút Akácfa utcai telephelyen, majd 1911-től a Bulyovszky [ma: Rippl-Rónai] utcai telepen előállított 350 voltos feszültséget használták kétpólusú felsővezetékkel).
Az 1960-tól puritán kinézetű „pótkocsikkal” kiegészítve a régi motorkocsik több mint 70 évig állták a sarat.

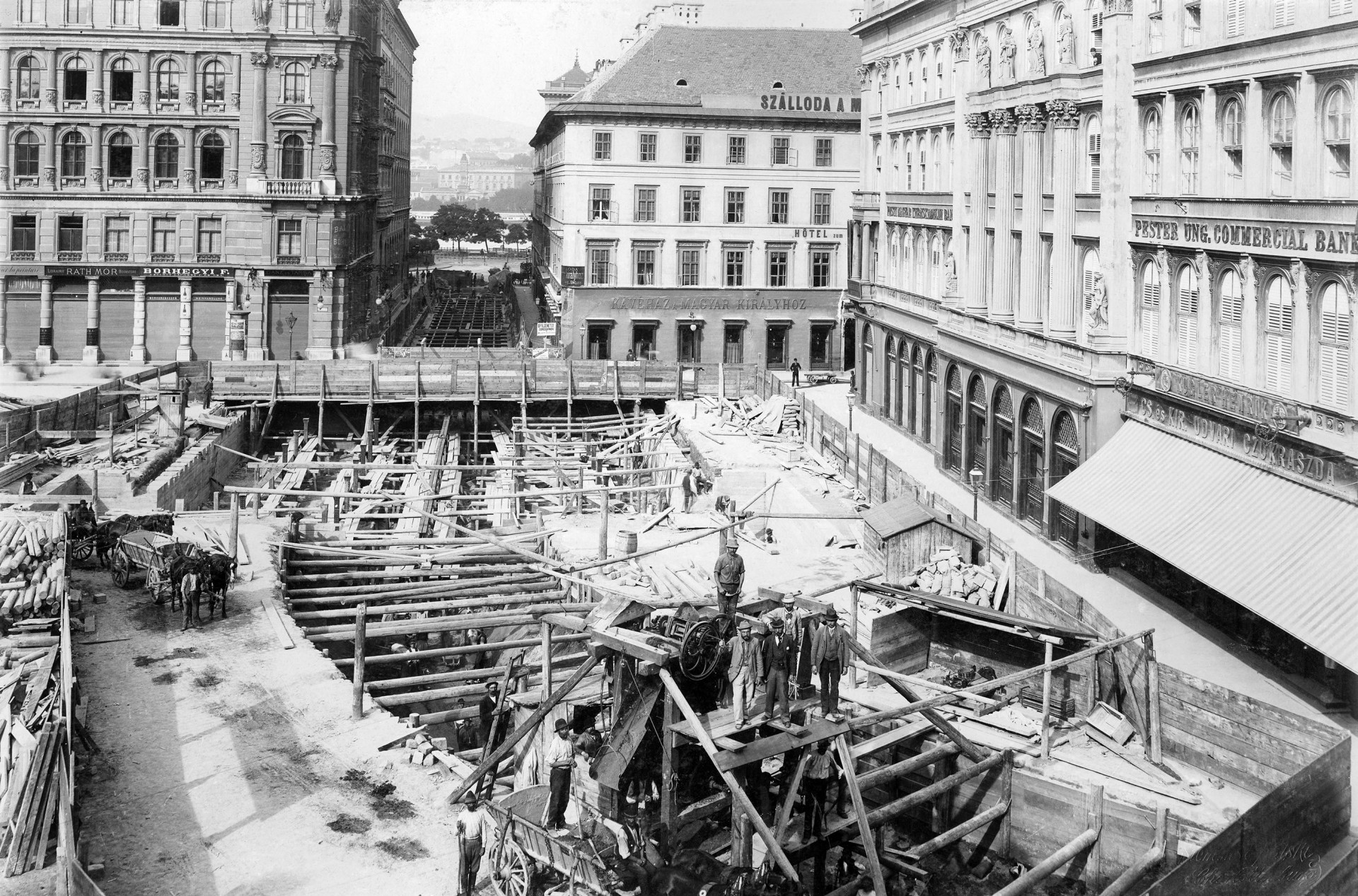
Építkezés a Gizella-téren...
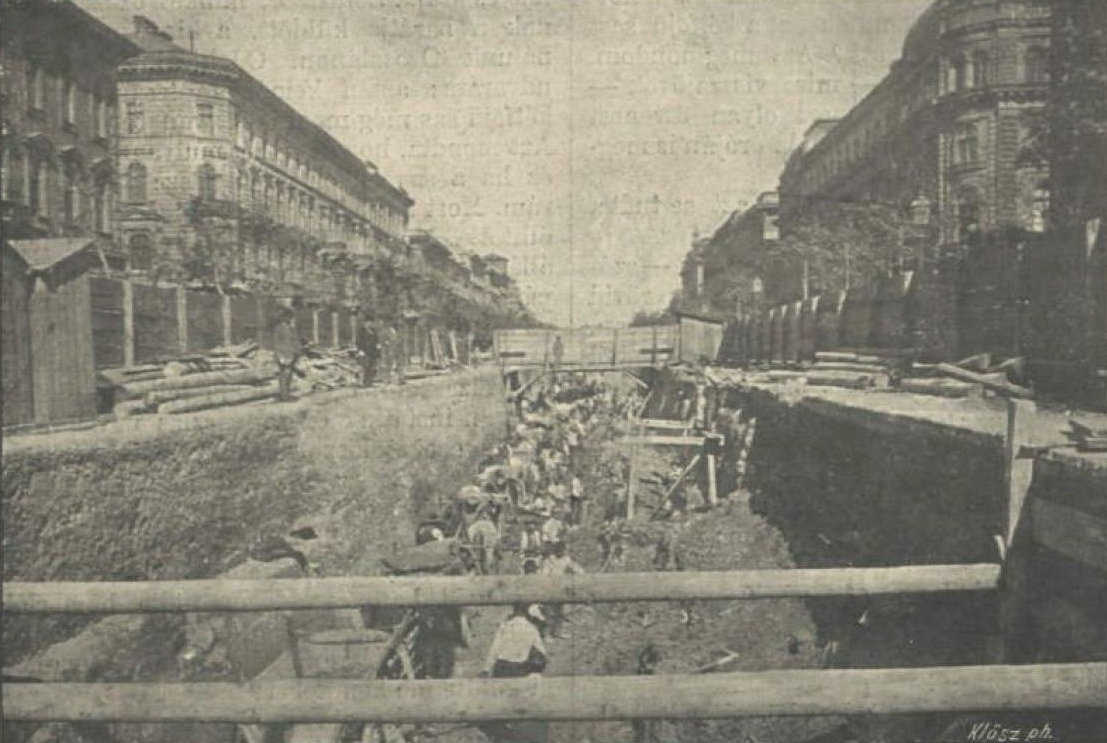
... az Andrássy úton
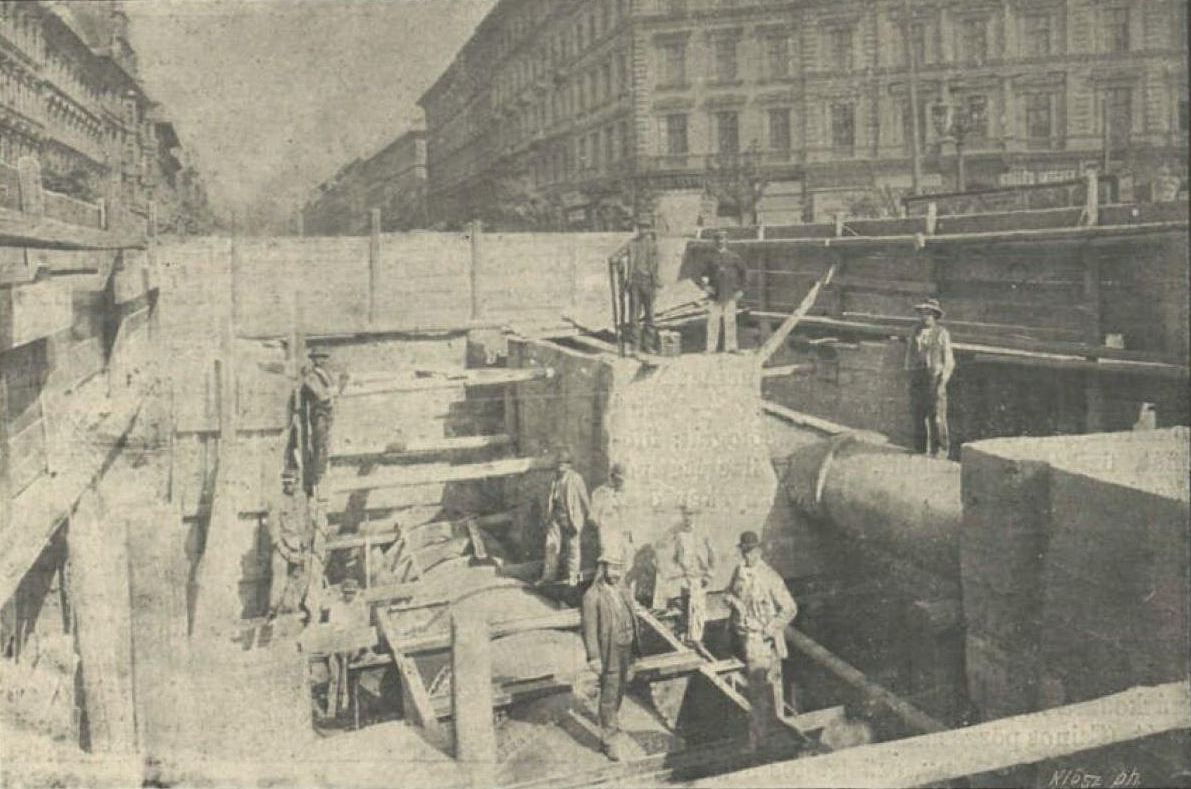
...az Oktogonon
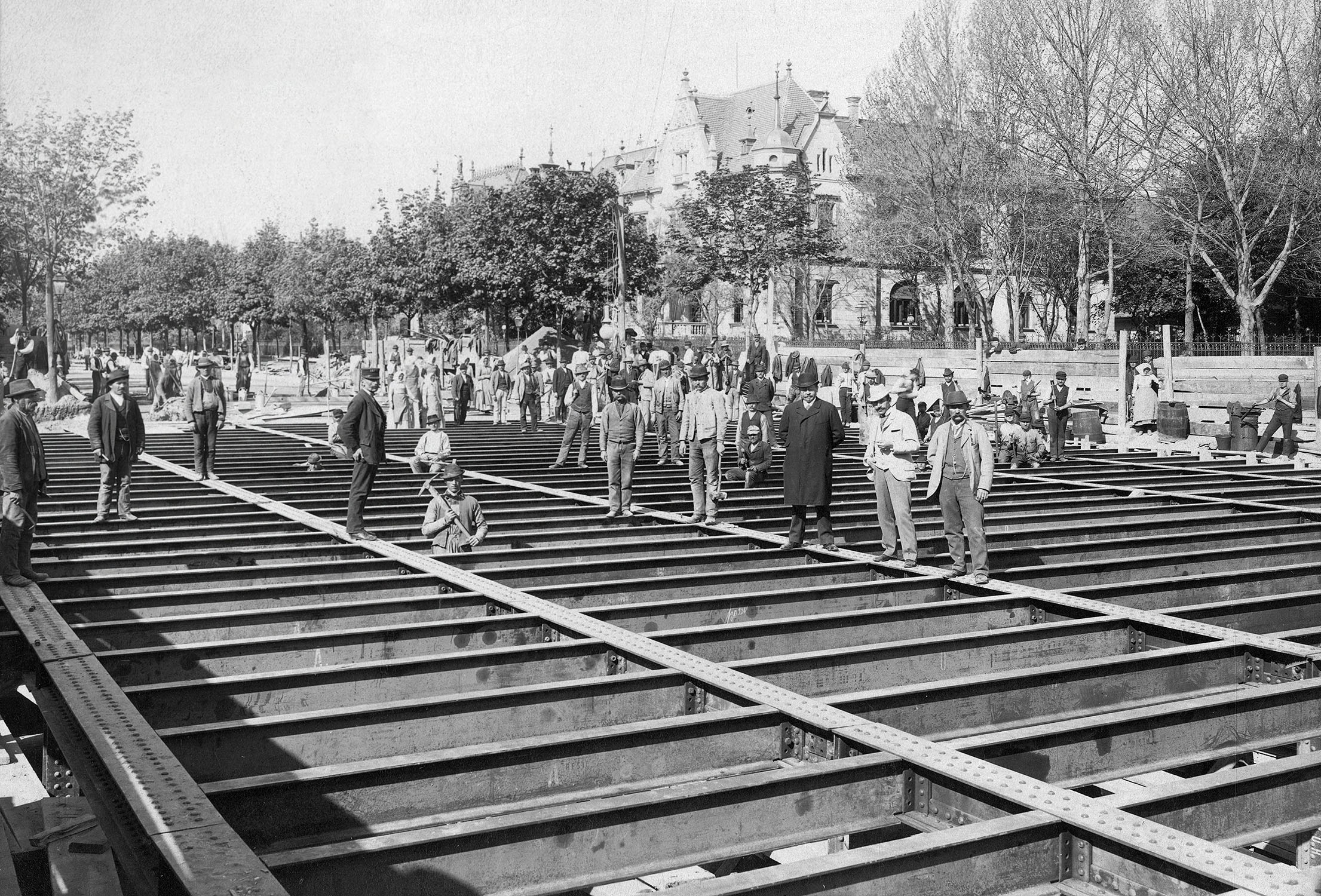
...az Aréna úton
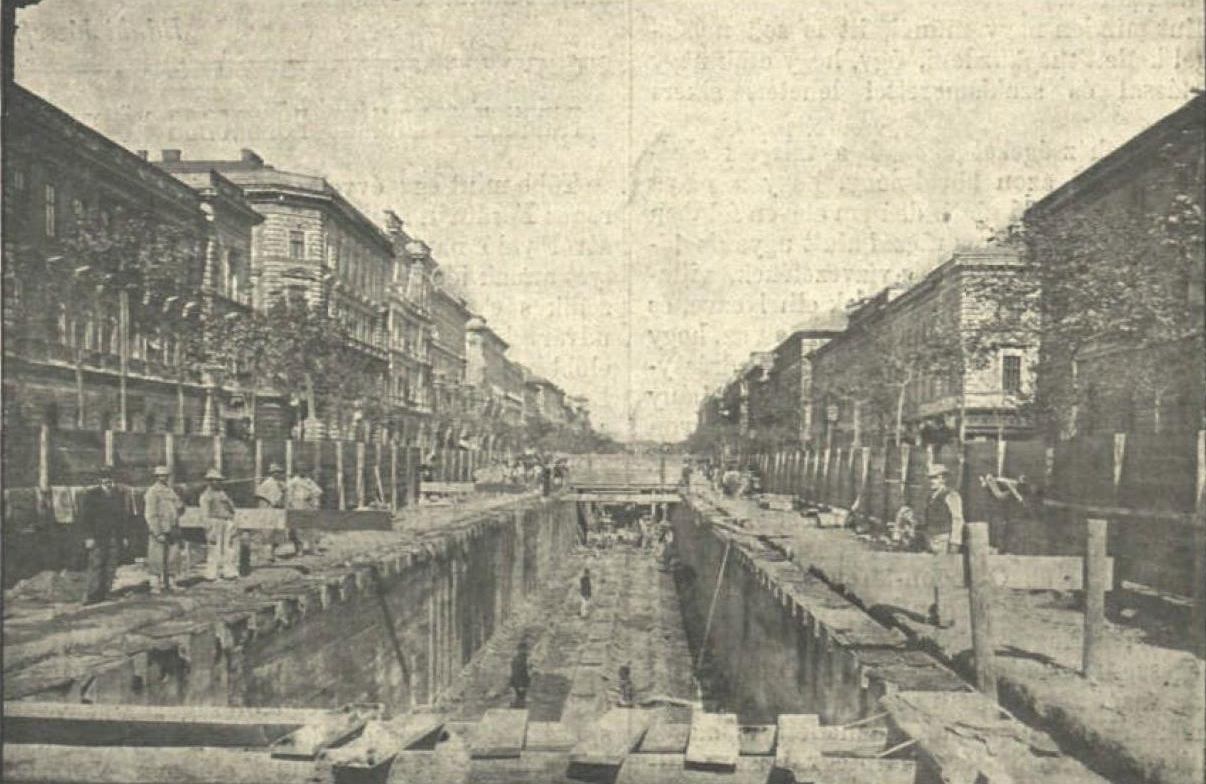
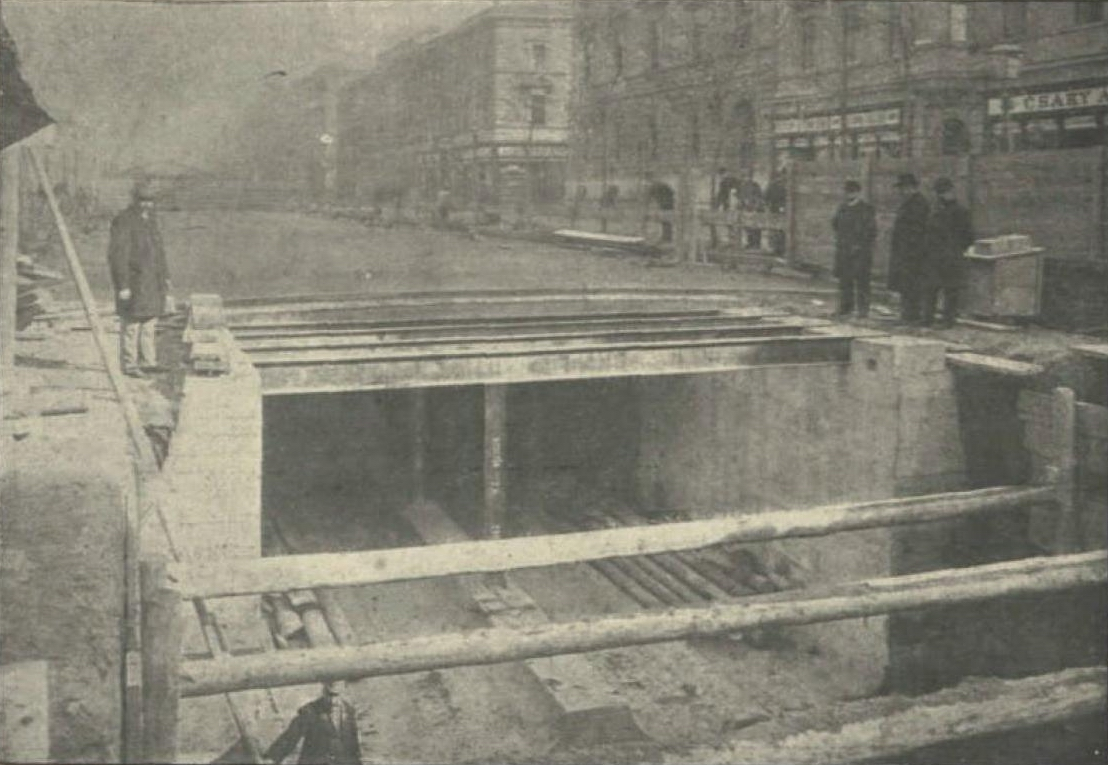
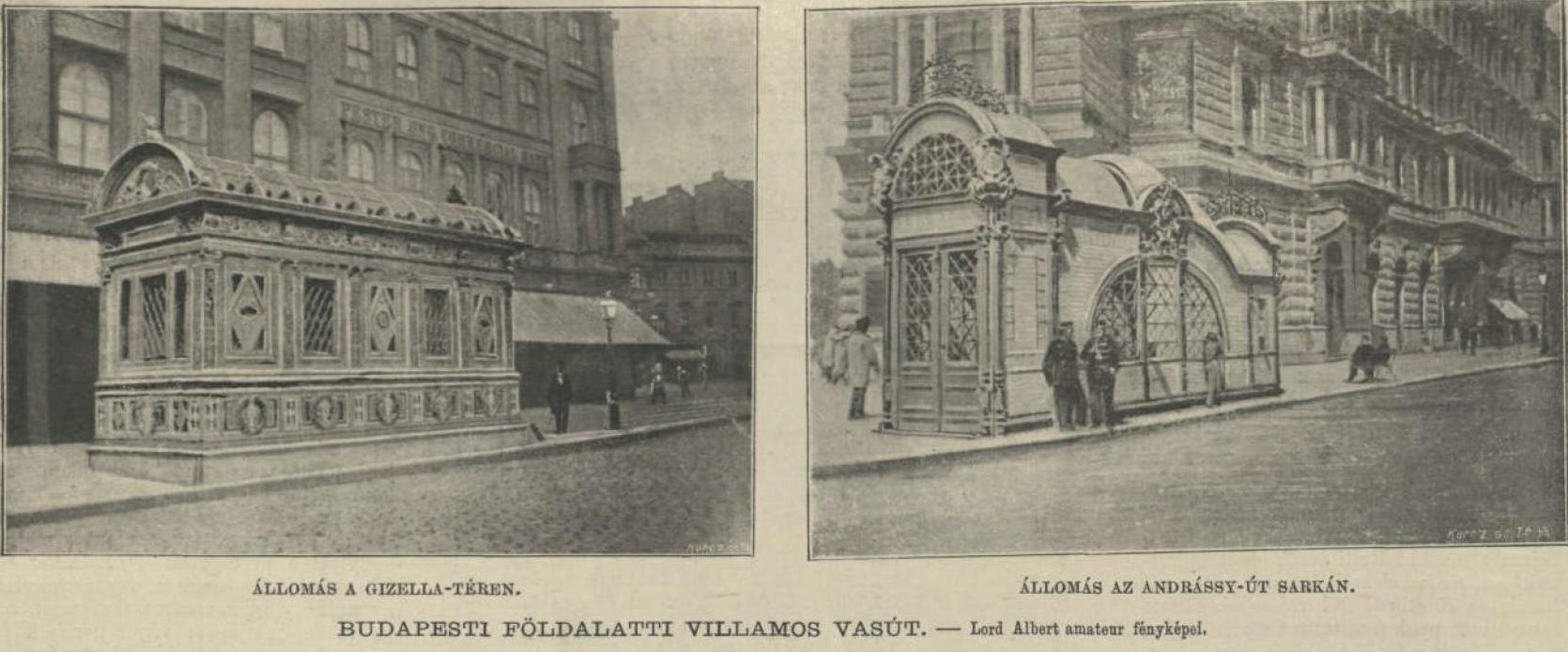
Megállók a Gizella téren és az Andrássy úton 1896-ban

### A Deák Ferenc tér metróállomás átépítése

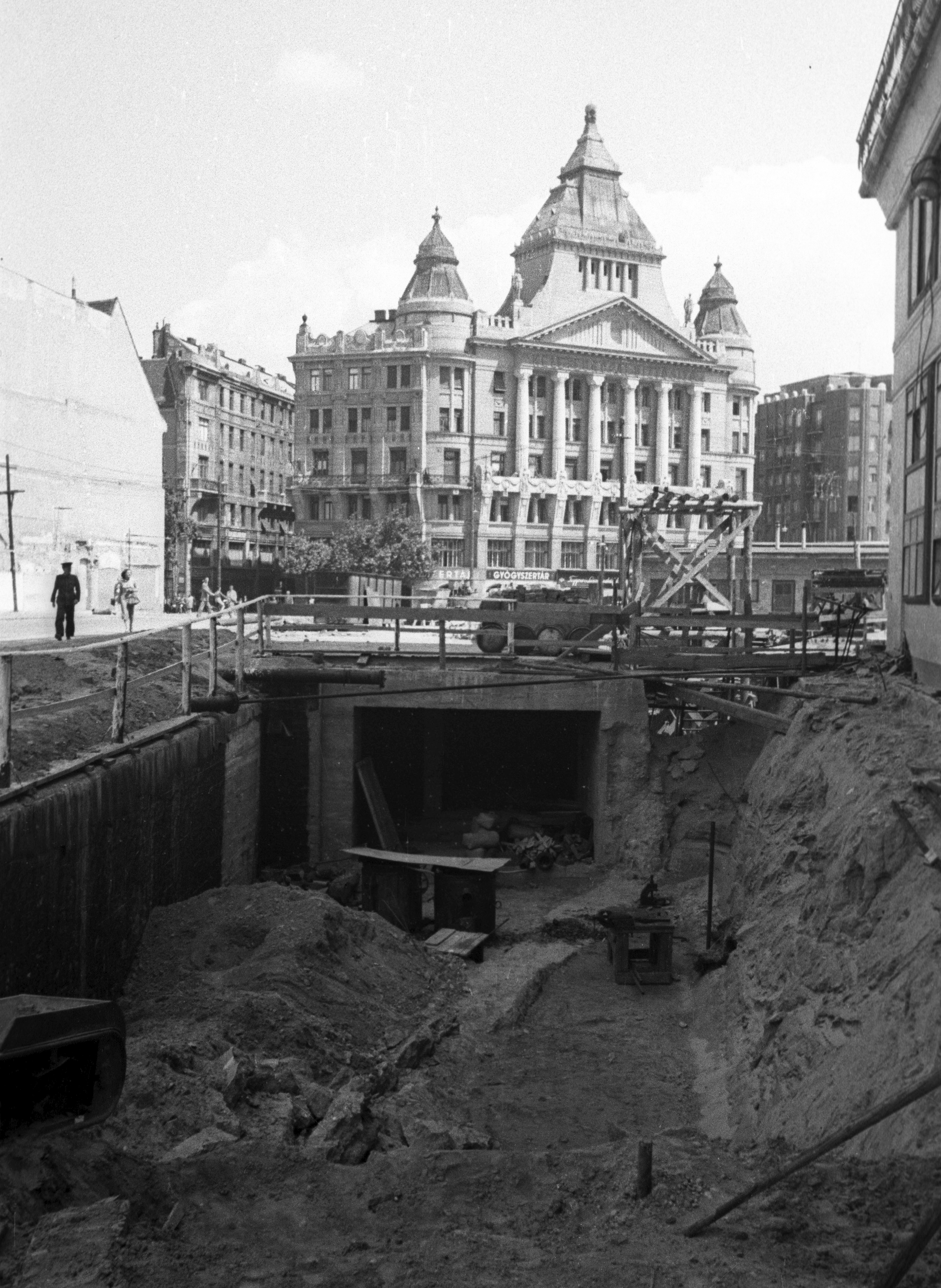
A Deák Ferenc tér állomás átépítése 1953-ban

Az M2-es metróvonal építésekor módosították földalatti nyomvonalát az új vonaléhoz igazodva, és a Vörösmarty tér felé nagyobb ívben haladt tovább. Átépítették a Deák Ferenc tér metróállomást is, hogy az biztosítsa a metróvonalak közötti átszállást. A munkálatok 1951-ben kezdődtek, ekkor építették meg az ideiglenes végállomáshoz szükséges fordítót a Bajcsy-Zsilinszky út metróállomáshoz. 1952. január 10. és 1956. január 11. között a földalatti csak az Állatkert és a Bajcsy-Zsilinszky út között közlekedett. Az újonnan kialakított állomás kb. 40 méterrel a régitől épült meg, a többi állomástól eltérő, a kor egyszerű funkcionalista stílusában. 1956. január 12-től járt újra a teljes vonalon.

### A vonalhosszabbítás
1970-ben jóváhagyták a vonalhosszabbítást, illetve a felszíni szakasz föld alá helyezését. Az 1972-ben megkezdett munkálatokkal 1973 végére készültek el. 1973. december 30-án adták át a meghosszabbított vonalat a Mexikói útig, így a teljes 4,4 km-es vonal föld alá került. A hosszabbítás során új járműtelep (Mexikói úti járműtelep) készült az új végállomáson, forgalomba állították a ma is közlekedő, csuklós Ganz motorvonatokat, valamint ekkor tértek át a vonalon a felszínen már 1941 óta alkalmazott „jobbra hajts” közlekedésre. A két végállomáson korszerű központi forgalomirányító rendszert alakítottak ki, amellyel egy pulton végig lehetett követni a szerelvények helyzetét, és befolyásolni a menetközöket szükség esetén. A biztosítóberendezéseket kicserélték (a Telefongyár és a svájci Integra készítette) és önműködő leállító készülékkel is kiegészítették, amelyek 1,7 perces követést tettek lehetővé. A Vörösmarty tér és Hősök tere között három állomás hosszát a Ganz motorkocsikhoz kellett igazítani (Vörösmarty utca, Kodály körönd, Bajza utca; 28m > 35m), a pályát több szakaszon teljesen felújították, az íveket korszerűsítették a nagyobb sebesség érdekében, valamint a Vörösmarty téren a végállomást reprezentatív módon újították fel. A többi állomáson a felújítás csak a menetirány miatti változást érintette.

### A felújítás
Az 1980-as évek végére a Földalatti – de főleg a pálya, födémek – állapota erősen leromlott, így a BKV 1987-ben elkezdett egy három évre tervezett felújítást. A tervből csupán az első év valósult meg: sűrítették a tartóoszlopokat az Andrássy út alatti alagútban, valamint felújították a Hősök tere – Kodály körönd szakasz szigetelését (ezzel újraépítették az Andrássy út útpályáját is). Az 1990-es évekre azonban már tarthatatlanná vált a helyzet, az elavult síneken már sebességkorlátozással sem közlekedhettek biztonsággal a szerelvények. A közel százéves vasút rekonstrukcióját 1995 márciusában kezdték el. A Bajcsy-Zsilinszky út – Hősök tere közötti elavult pályaszakasz felújításának első lépéseként a feldarabolt síneket kiszállították az alagútból. A talpfák eltávolítása után a zúzottkő ágyazat elbontása következett. A munka elvégzését megnehezítette a rendkívül szűk keresztmetszetű munkaterület. Az alagút oldalfalait és födémét magas nyomású vízzel tisztították meg. A fémszerkezeteket különleges korróziógátló festéssel látták el. Ezt követően a pályalemez vasalása készült el. A betont az állomásoknál felállított pumpákkal juttatták a bedolgozás helyére.

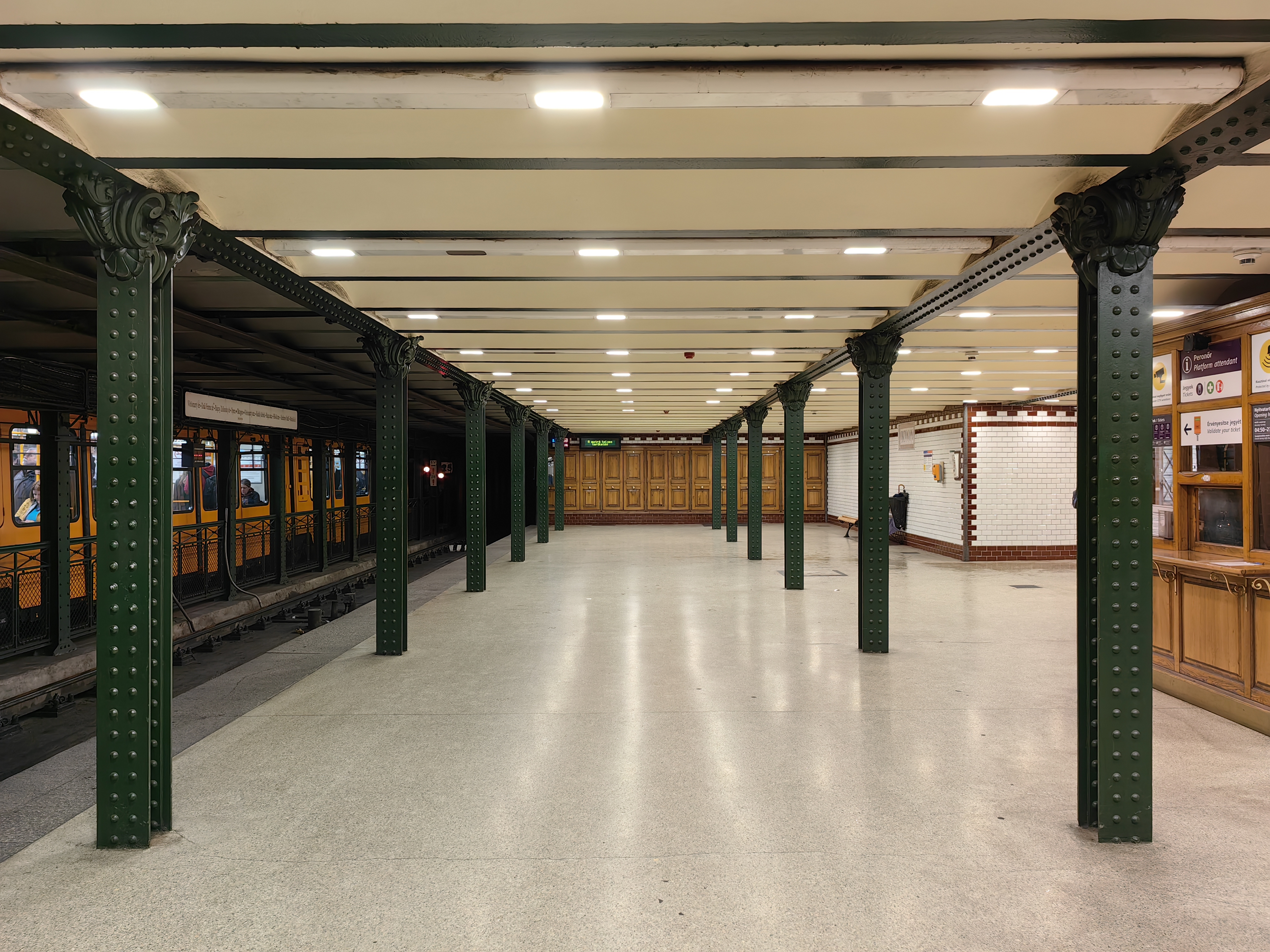
Oktogon állomás

Az új pályaszakasz 48,5 kg/fm rendszerű hegesztett, hézag nélküli sínekkel épült vasalt beton ágyazatra ragasztott kivitelben, 750 mm aljtávolsággal. A sínszálak helyszínre szállítását és kiosztását követően a vágányt beállították a terv szerinti irány és magassági pontokra. Ezután a pályalemezt kifúrták a leerősítések helyén. A rekonstrukció során az Oktogonnál a Vörösmarty utca irányában az alagútban kitérőt építettek be, ez lehetővé teszi a szakaszolást, a kettéosztott vonal önálló üzemét. Emiatt a régi födémet 60 méter hosszban el kellett bontani, és új födém épült. A nagykörúti forgalom mielőbbi visszaállítása érdekében az új födém előregyártott kivitelben készült. A száz éves alagút födémszerkezetének erősítését, illetve a teljes felső szigetelés újbóli elkészítését csak felülről lehetett elvégezni, ezért e munkákkal természetszerűen együtt járt az Andrássy út felújítása is. A feladat kiegészült a Deák téri és Vörösmarty téri állomások födémének megerősítésével, szigetelésével.
A millenniumi földalatti vasút 11 állomása közül 8 eredeti, 3 pedig a különböző vonalkorrekciók során létesült. A műemléki állomások belső felújítása korhű módon, az eredeti burkolatokkal és kialakítással történt. A Bajza utcai állomás bontási munkáit később lehetett elkezdeni, mert ezen az állomáson mutatták be a szakembereknek és a nagyközönségnek a műemlék jellegű állomások belső kiképzésének anyagválasztékát. Kiválasztották a DECO-REZ terrazzó padlóburkolat színét, a peron elválasztó Haidecker korlát és kábeltakarók formáját, a tölgyfa nyílászárók megjelenését, a vasalatok jellegét, a világítótestek elrendezését és formáját, az acélpillérek és mennyezetek színét, a biztonsági sáv csúszásmentes gránit burkolatát a csempe burkolat felrakásának kiosztását stb. Az új állomásokon a kőburkolatok, alumínium nyílászárók és álmennyezetek építése, a műemléki állomásokon a padló- és falszigetelés, az eredeti Zsolnay gyártmányú csempével azonos falburkolat készítése volt a feladat. Az állomásokat és a járműveket is felújították, így 1995 novemberére gyakorlatilag egy új Millenniumi Földalatti Vasút indulhatott útjára.

### A jövő
Az M1-es metróvonal korszerűsítésére 2014-ben készítette el a Budapesti Közlekedési Központ a fejlesztési tervet. E dokumentum szerint a metrót két irányban tervezik hosszabbítani, valamint az egész vonalat akadálymentesíteni szeretnék. Ezenkívül új, korszerű járművek beszerzésére is szükség lenne. Az M1-es metró jó, gyors közlekedési eszköz, azonban sajnos nem rendelkezik megfelelő átszállási kapcsolatokkal. Ugyan a Deák Ferenc téren át lehet szállni az M2-es, illetve az M3-as metróra, azonban pl. az 1-es villamos csak hosszú gyaloglással érhető el a Mexikói úti végállomásnál. A projekt megvalósítására a 2014–2020-as pénzügyi európai uniós ciklusban kerülhet sor, a kivitelezésre 2018 áprilisában írt ki közbeszerzési pályázatot a BKK (engedélyeztetések és kiviteli tervek elkészítése).
A kiviteli tervek elkészítését kormány támogatással kívánták megvalósítani 2022-ben, 2023-ban a kormány a „rezsicsökkentés megvédése és a honvédelmi célok teljesítése érdekében” több fejlesztési támogatásról szóló határozatát visszavonta, közötte a meghosszabbításra vonatkozó támogatások is szerepelnek.

#### Felújítás és délnyugati hosszabbítás (I. ütem)
- A vonalat a Vörösmarty tértől meghosszabbítják a Vigadó térig. A metró vágányai jelenleg is egészen a térig húzódnak, itt csak megállót kell építeni, így közvetlen kapcsolat jön létre a 2-es villamossal, valamint a BKK menetrend szerinti hajójárataival.
- Új állomás épül a Hungária körút alatt (közvetlen kapcsolat az 1-es villamossal).
- Egyes állomásokat akadálymentesítenek, az összes állomáson liftet építenek.
- Új kijáratok létesülnek a Deák tér, Oktogon, Hősök tere állomásokon.
- Új járművek kerülnek beszerzésre (egyterű, nagyobb kapacitású, hosszabb szerelvények).
- Felújítják az áramellátási rendszert, alkalmassá teszik a járművek általi visszatáplálásra.
- Vágánykapcsolat létesül a Földalatti Vasúti Múzeummal (nosztalgiajárművek üzemeltethetőségéhez).

#### Zuglói hosszabbítás (II., III. ütem)
A vonal meghosszabbítása Zugló felé két ütemben történik. Először a Mexikói úttól a Kassai térig (visszafordítóval, 800 m) hosszabbodik meg, majd a következő ütemben tovább a Csáktornya parkig, ahonnan a metró a Marcheggi hídhoz kanyarodna (2200 m).
A Mexikói útnál újjáépítik a megállót, valamint a terület felszínrendezése is szóba került. A Kassai téren P+R és B+R parkoló épülne, valamint új kapcsolat alakulna ki a 3-as villamosvonallal, melyet az Árpád híd irányába terveznek meghosszabbítani. A Marcheggi híd végállomáson nagy P+R parkoló épülne, a terület új intermodális csomópont lenne, hiszen itt találkozik először a MÁV 2-es, 70-es és 71-es számú vonala. A MÁV tervezi a 2-es és a 150-es vasútvonal összekötését a körvasúton keresztül, melynek egyik megállója lenne a Marcheggi híd.

## A Kisföldalatti járművei

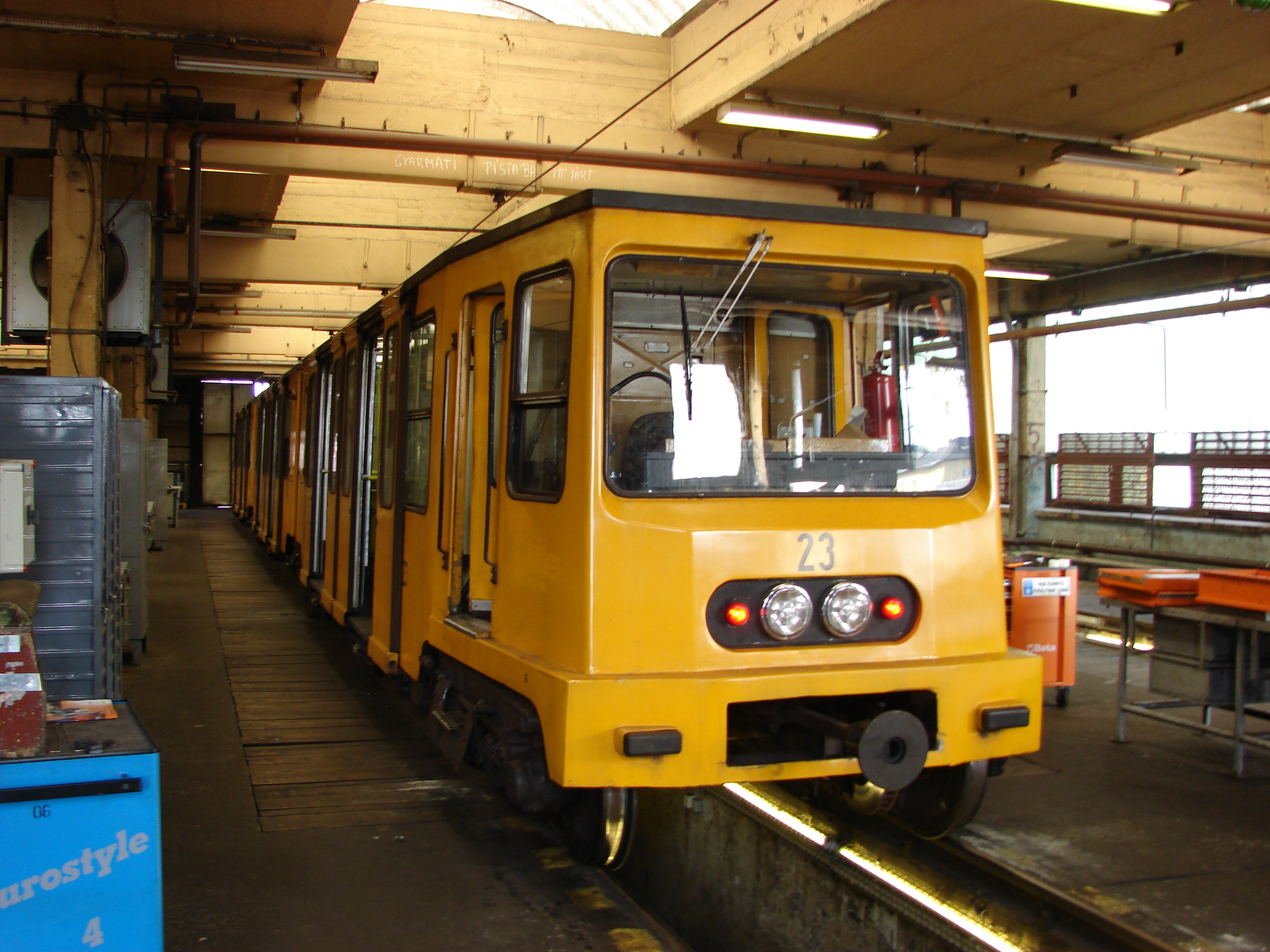
A kisföldalatti 23-as pályaszámú motorkocsija

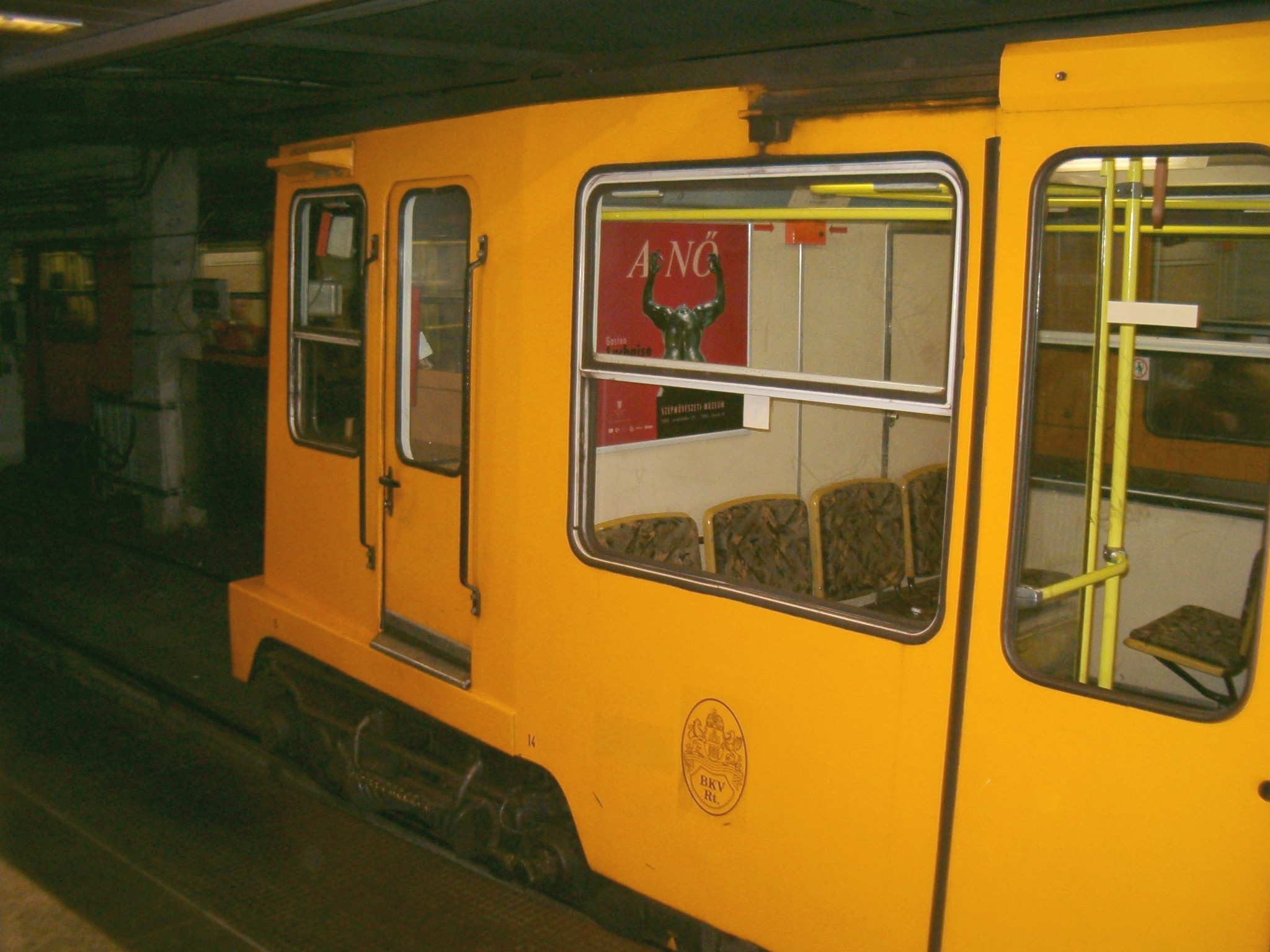
Egy mai kocsi

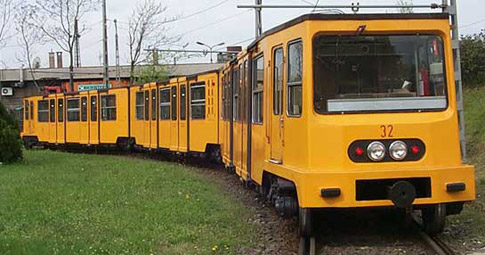
Felújított szerelvény a Millenniumi Földalatti vonalán

A járműpark a vonal elindításakor 10 faburkolatú, barna és 10 sárgára festett acélburkolatú motorkocsiból állt, melyeket a Schlick gyár készített, és alig hasonlítottak az eredeti terveken szereplő szerelvényekre. Az 1-10-es motorkocsik a Budapesti Villamos Városi Vasút (BVVV) mintájára a sárga színt, a 11-19-es motorkocsik a Budapesti Közúti Vaspálya Társaságé (BKVT) mintájára barna színt viselték. A kétféle típus hasonló, de valamelyest eltérő szerkezeti kialakítással, viszont teljesen más villamos berendezéssel és forgóvázakkal, kerékátmérőkkel, motorokkal és erőátviteli rendszerrel rendelkezett. Királyi luxuskocsit is rendeltek, a 20-as pályaszámú kocsi előkelően díszítve – és kicsit eltérő konstrukcióval – várta a királyi utasokat. 1930-34 között felújították a motorkocsikat: az eredetileg szimpla tolóajtókat duplára cserélték, egységes, új konstrukciójú forgóvázat építettek, valamint nagyobb teljesítményűre (TR 4,5-ös típus) cserélték a motorokat is, menetkapcsolók cseréjével. A 30-as évek második felében valamennyi kocsi rekuperációs berendezést is kaptak (a háború után fokozatosan leszerelték). A motorkocsik 1960-tól pótkocsikkal kiegészítve közlekedtek, és a motorkocsik is rövidesen egy még újabb generációs forgóvázakat kaptak. A pótkocsik a kelenföldi Füzesi Árpád főműhelyben készültek. Az 1972–1973 között elvégzett hosszabbítás keretében új járműveket szereztek be, amelyek formatervét Szentpéteri Tibor készítette. A 23 darab háromrészes csuklós járművet a Ganz–MÁVAG és Ganz Villamossági Művek gyártotta. Alapvetően ezek a járművek láthatóak ma is a Földalatti vonalán. Mivel a pályarekonstrukció a nyomvonal változása által érintetlenül hagyott szakaszokon elmaradt, emiatt a járművek elhasználódása gyorsabb lett a vártnál. Az amortizációhoz a vandálok növekvő aktivitása is hozzájárult.
Az 1996-os ünnepre azonban a járműveket is felújították. A felújítás során új kárpitozott üléseket, tűz- és vandálbiztos dekorit lemezborítást, műanyag padlóburkolatot, új, bőrből készült kapaszkodókat és lámpatesteket kaptak a flotta szerelvényei, valamint felújító külső narancssárga fényezésre (RAL 1007) is sor került. A járművek a gyorsvasúti előírásoknak megfelelően kürttel és légfékkel vannak felszerelve. A légfék kiegészítő fék funkciót lát el, a hajtott, valamint a futótengelyeken lévő tárcsafékekre hat. A sűrített levegő beömlését a forgóvázakban elhelyezett egy-egy kormányszelep vezérli. A légfék KNORR BH rendszerű közvetett, automatikus, terhelésfüggő, egyvezetékes gyorsvasúti fék. Vészfékezéskor a jármű 60 km/h sebességről 150 m fékúton megáll.
A felújított kocsikban menetregisztráló berendezés (feketedoboz), valamint az utastérben elhelyezett, a vezető és az utasok közti kommunikációt lehetővé tevő berendezés növeli az utazás biztonságát. A szerelvények futásbiztonságának növelése érdekében kicserélték az alagútkereteket és forgóvázakat, valamint azok járulékos alkatrészeit. Újonnan felszerelt statikus áramátalakítók teszik lehetővé az utastéri fénycsővilágítást.
A földalatti összes személyszállító járműve alacsony padlós.

## Múzeum
1955 körül a Deák Ferenc téri átszálló rendszer építése miatt az állomást is átépítették: nagyjából 40 méterrel áthelyezték a szomszédos Engels (ma: Erzsébet) térre. A nyomvonal-korrekció során felhagyott 60 méter hosszú alagútszakaszban létesült 1975-ben a Földalatti Vasúti Múzeum, mely a Közlekedési Múzeum kisföldalattival és a metró üzemével foglalkozó állandó kiállítóhelye.

## Elnevezései
- Történetének első szakaszában a földalatti villamos elnevezéssel találkozhatunk leggyakrabban.

A földalatti arra utal, hogy közvetlenül az út alatt halad, nem olyan mélyen, mint a metró, és egyéb paraméterei (állomásköz, energiaellátás stb.) pedig inkább a villamosra jellemzőbb, mint a metróra.
Áramellátása is felsővezetékről történik, míg a többi metróvonalé harmadik sínről.
- Később a Földalatti Vasút nevet használták (FAV), ami egy idő után a Millenniumi jelzővel egészült ki (MillFaV).
- A Mexikói út és a Vörösmarty tér között elvégzett személyszállítási szolgáltatás az M1-es viszonylatszámot viseli, ennek alapján a vonalat M1-es metróvonalnak nevezik.
- A köznyelv kisföldalattinak, földalattinak, ritkábban kismetrónak (esetleg sárga metrónak) is nevezi.

## Állomáslista és átszállási lehetőségek
| 0  | Vörösmarty tér       | 11 | 2, 2B, 23 15                                        | Pesti Vigadó, Gerbeaud cukrászda, Váci utca, Nemzetgazdasági Minisztérium, Pesti Színház |
| 1  | Deák Ferenc tér      | 10 | 47, 48, 49 72 9, 16, 100E, 105, 178, 210, 210B, 216 | Főpolgármesteri Hivatal, Pesti vármegyeháza, Deák téri evangélikus templom, Erzsébet téri Kultúrális Központ, Anker ház, Kempinski szálloda, The Ritz-Carlton szálloda, Madách Imre tér, Örkény István Színház, Merlin Színház, Földalatti Vasúti Múzeum                |
| 2  | Bajcsy-Zsilinszky út | 9  | 9, 105, 210, 210B 72                                | Postamúzeum, Szent István-bazilika |
| 3  | Opera                | 8  | 70, 78 105, 210, 210B                               | Magyar Állami Operaház, volt Balettintézet (Dreschler-palota), Centrál Színház, Újszínház |
| 4  | Oktogon              | 7  | 4, 6 105, 210, 210B                                 | Budapesti Operettszínház, Radnóti Miklós Színház, Thália színház, Moulin Rouge, Mikroszkóp színpad, Tivoli Színház, Kolibri Színház, (Nagymező utcai színházi negyed), Ernst Múzeum, Művész mozi, Párisi Nagy Áruház Liszt Ferenc Zeneművészeti Egyetem, Royal Szálloda |
| 5  | Vörösmarty utca      | 6  | 73, 76 105, 210, 210B                               | Budapest Bábszínház, Terror Háza Múzeum, Magyar Képzőművészeti Egyetem, Liszt Ferenc Emlékmúzeum, Régi Zeneakadémia, Magyarságkutató Intézet (MKI) székháza, Magyar Újságírók Országos Szövetsége (MÚOSZ) székháza                                                      |
| 6  | Kodály körönd        | 5  | 105, 210, 210B                                      | Kodály Zoltán Emlékmúzeum és Archívum |
| 7  | Bajza utca           | 4  | 105, 210, 210B                                      | Hopp Ferenc Ázsiai Művészeti Múzeum |
| 8  | Hősök tere           | 3  | 72, 75, 79 20E, 30, 30A, 105, 210, 210B, 230        | Szépművészeti Múzeum, Műcsarnok, Városligeti Műjégpálya, Ötvenhatosok tere |
| 9  | Széchenyi fürdő      | 2  | 72                                                  | Széchenyi gyógyfürdő, Fővárosi Állat- és Növénykert, Fővárosi Nagycirkusz, Városliget |
| 11 | Mexikói út           | 0  | 1, 1A, 3, 69 74, 81, 82 25, 32, 225                 | BVSC stadion és uszoda |

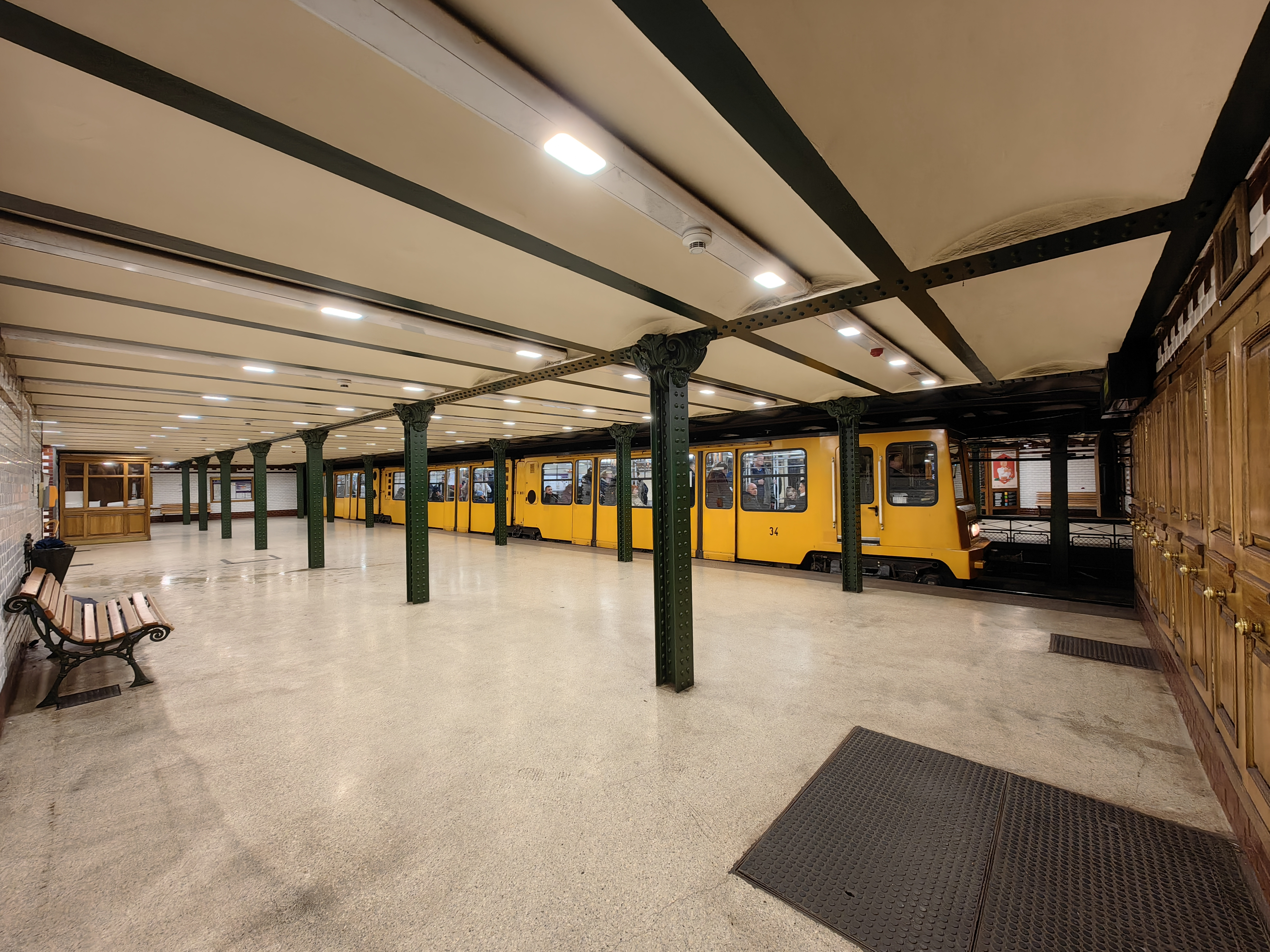
Az Oktogon megállóhely
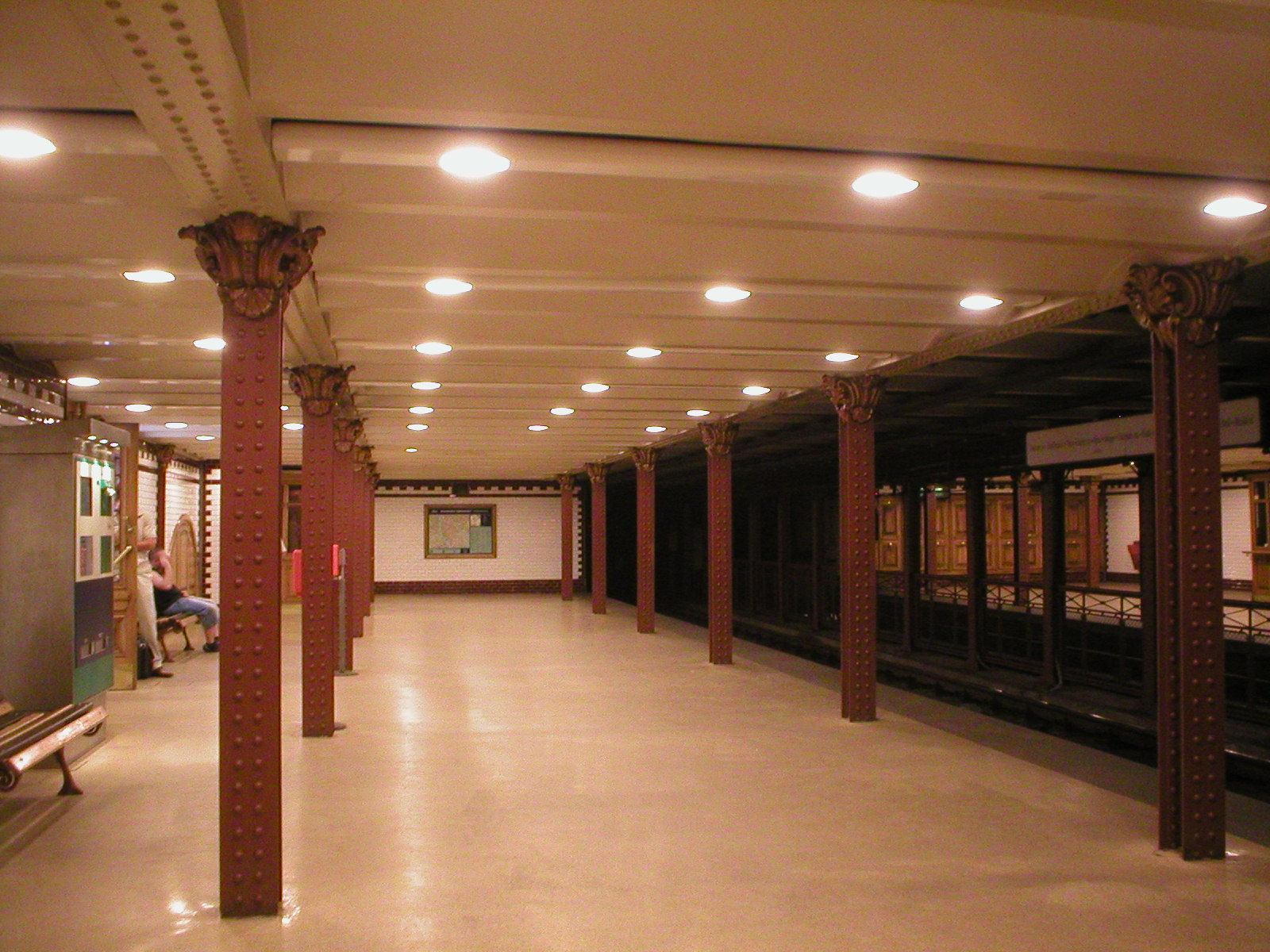
Az Opera megállóhely
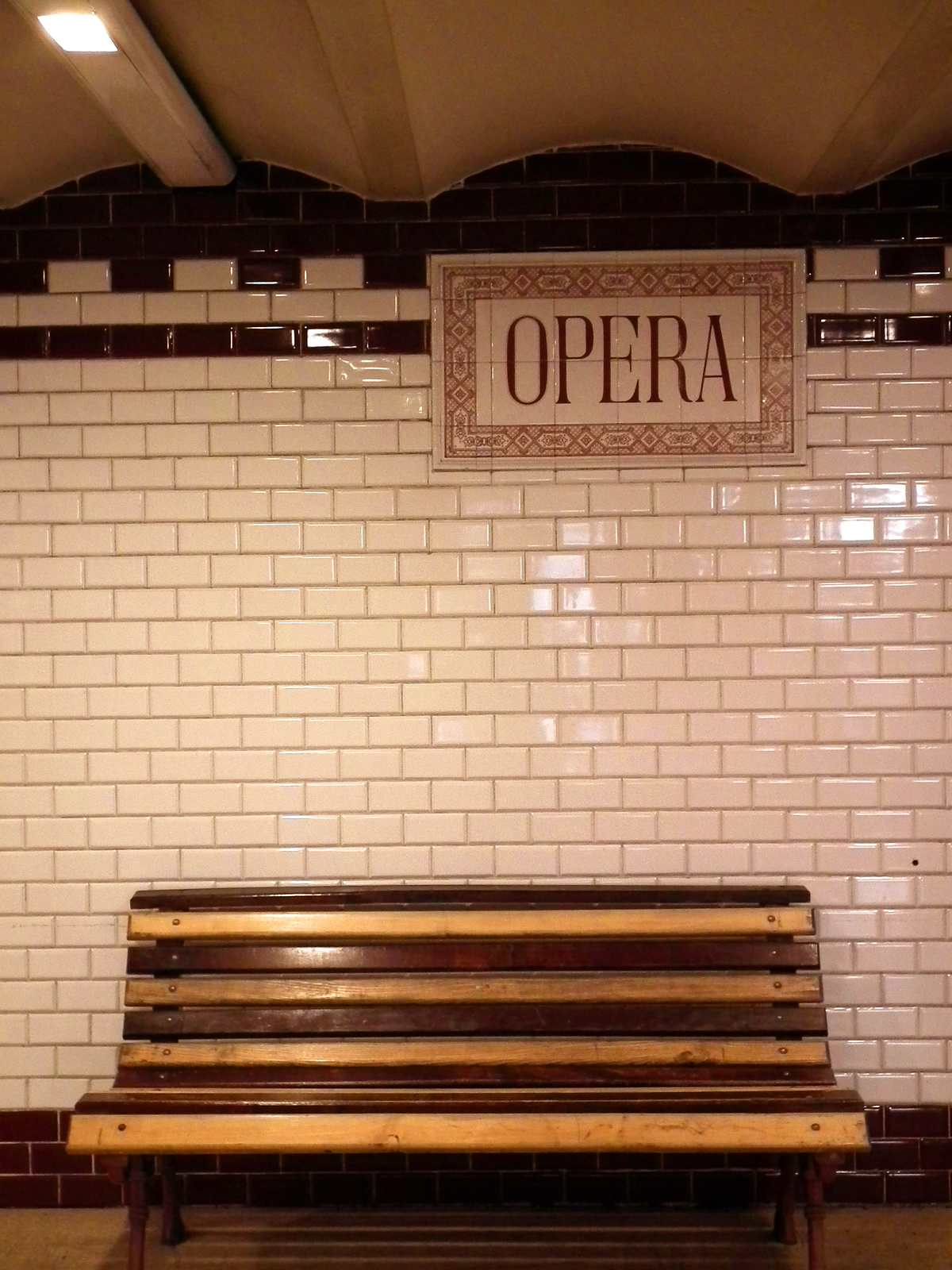
Az Opera megállóhely Zsolnay felirata
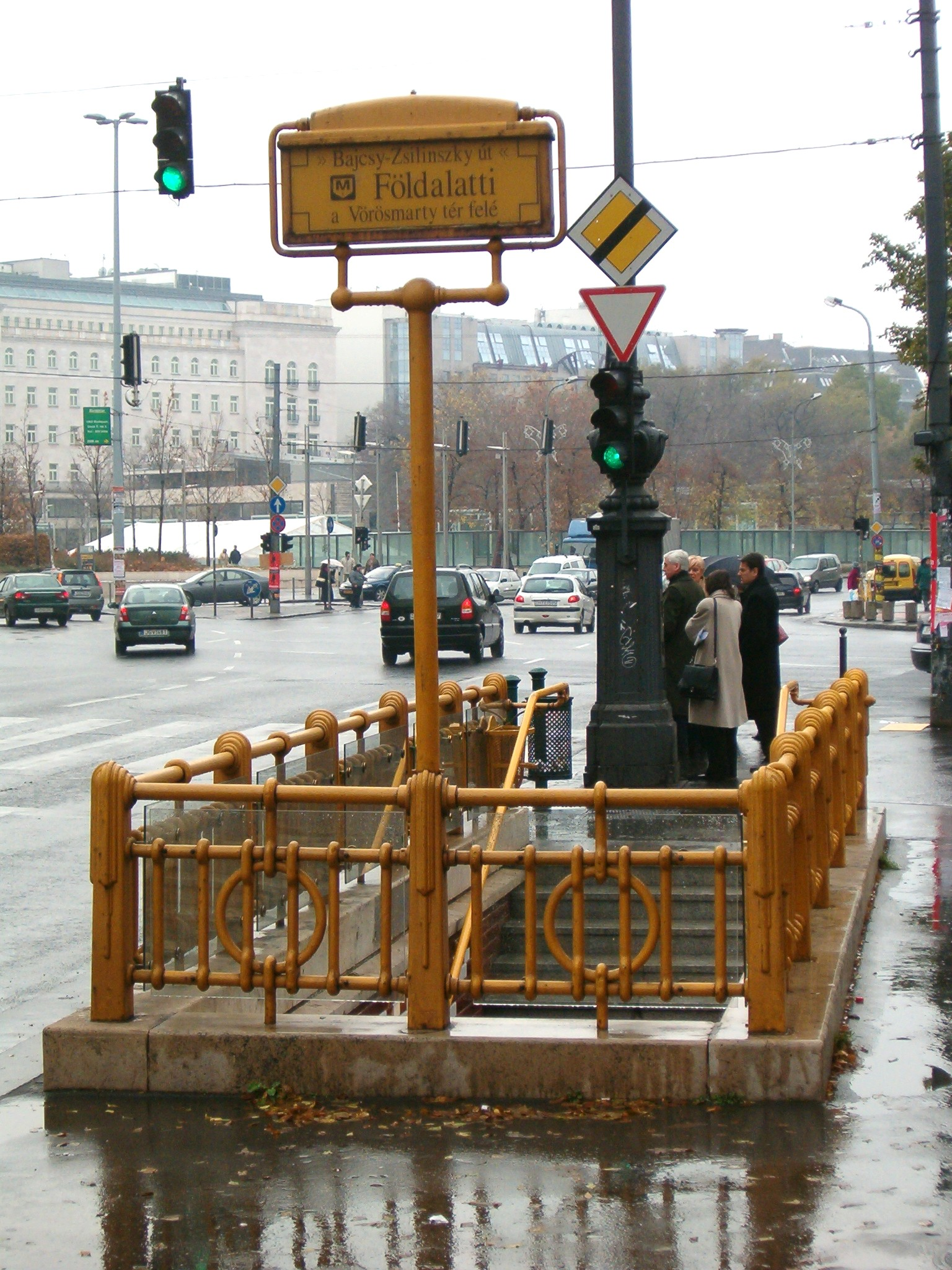
A Kisföldalatti lejárata a Bajcsy-Zsilinszky úton
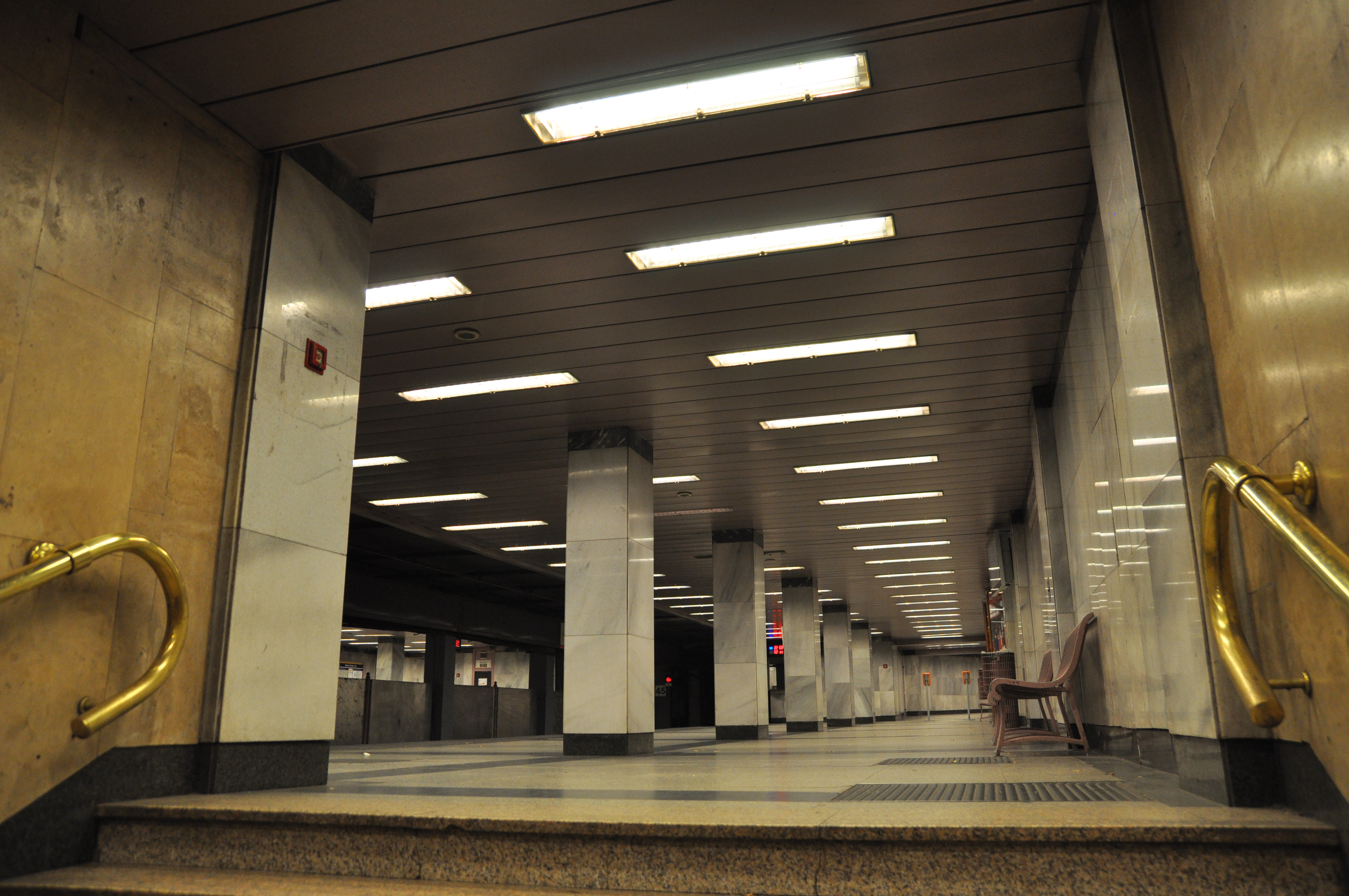
Az áthelyezett Deák Ferenc tér állomás eltérő arculata

## Állomástávolságok

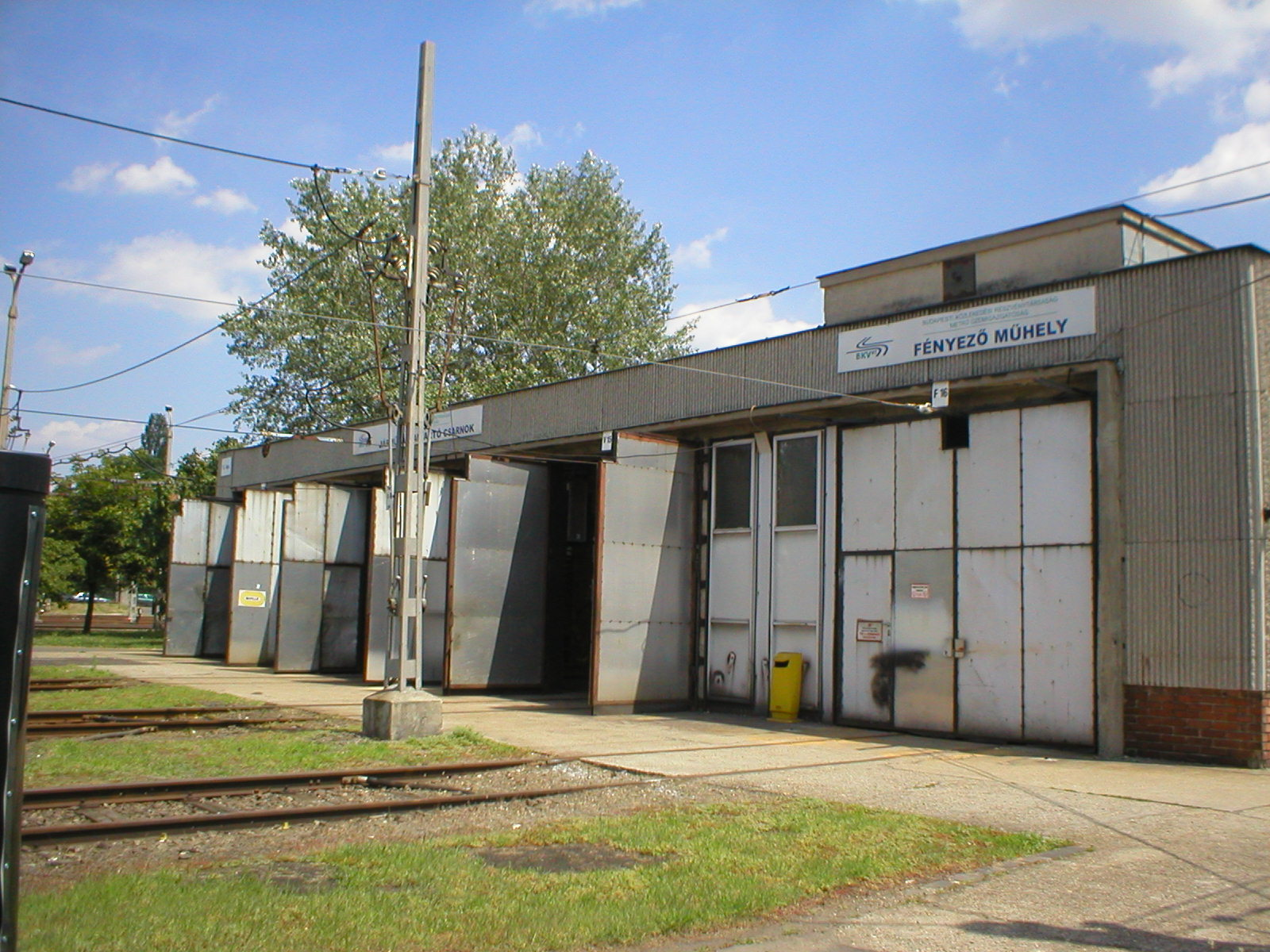
A kocsiszín

| Sorsz. | Útszakasz                              | Távolság (m) |
| ------ | -------------------------------------- | ------------ |
| 1.     | Vörösmarty tér – Deák Ferenc tér       | 279          |
| 2.     | Deák Ferenc tér – Bajcsy-Zsilinszky út | 266          |
| 3.     | Bajcsy-Zsilinszky út – Opera           | 341          |
| 4.     | Opera – Oktogon                        | 402          |
| 5.     | Oktogon – Vörösmarty utca              | 323          |
| 6.     | Vörösmarty utca – Kodály körönd        | 290,5        |
| 7.     | Kodály körönd – Bajza utca             | 190          |
| 8.     | Bajza utca – Hősök tere                | 416          |
| 9.     | Hősök tere – Széchenyi fürdő           | 517,5        |
| 10.    | Széchenyi fürdő – Mexikói út           | 735          |

## Számítógépes játék a Millenniumi Földalatti Vasútról
A Millenniumi Földalatti Vasút valósághűen lemodellezett vonalát számítógépen is végigjárhatjuk a BVE szoftver segítségével. Továbbá az Android operációs rendszerrel rendelkező eszközökön a Hmmsim 2 alkalmazással is meg lehet ezt tenni.